# První přikázání (Hvězdná brána)
První přikázání je 6. epizoda 1. řady sci-fi seriálu Hvězdná brána.

## Děj
Dva členové týmu SG-9 jsou pronásledováni místními lidmi s oštěpy v maskách. Jeden člen SG-9 je chycen a střelen vojákem se zbraní, a potom upálen.
SG-1 je vyslána na planetu P3X-513, poté co SG-9 otevřela bránu, ale nikdo neprošel. Brzy po jejich příchodu je Daniel Jackson napaden vyčerpaným poručíkem Connorem, přeživším důstojníkem z předchozího pronásledování. Connor jim vysvětlí, že se s Frakesem snažili varovat SGC, ale poručík Frakes byl zabit a upálen.
Poté, co se SG-1 utáboří v lese, Connor vysvětluje, že kapitán Jonas Hanson, velitel SG-9, přesvědčil místní primitivní obyvatelstvo, že je bůh; a nyní je nutí k tomu, aby budovali chrám. Všichni, kdo mu oponovali jsou uvázáni u kůlu a v slunečním žáru jsou pomalu spáleni k smrti. Na planetě je totiž vysoká úroveň ultrafialového záření, která je životu nebezpečná.
Původně, si Hanson jednoduše hrál s vírou místních lidí že je bůh; ale po svém zmizení na dva dny, Hanson začal sám věřit, že je bohem. S pomocí kolegy poručíka Bakera, zabil Hanson zbytek týmu. Kapitán Samantha Carterová, která byla dříve zasnoubena s Hansonem, říká Danielovi, že Hanson je muž, který má vždy potřebu ovládat. Během noci, je poručík Connor unesen a uvázán u kůlu na slunci proto, aby zemřel.
Ráno se SG-1 vydává na průzkum a dorazí až k lomu, kde místní obyvatelé těží kámen na stavbu chrámu. Plukovník Jack O'Neill se vydává na průzkum okolí. Carterová, i přes protesty Daniela Jacksona, pomáhá mladému chlapci Jamalovi, který byl zbit Bakerem, když padl vyčerpáním při práci v lomu. Tím se však prozradí. Když je přivedena před Hansona uvědomí si, že se stal megalomanem, skálopevně přesvědčeným o tom, že on je v právu a že vyvedl místní obyvatele z jejich jeskyní. Hanson ukáže Carterové goa’uldské zařízení, které je schopno vytvořit štít proti UV záření. Přiznává, že jej není schopen k aktivovat. Carterová se pokusí pistolí přinutit Hansona vzdát se, ale nedokáže na něj vystřelit. Hanson chce, aby Carterová zařízení aktivovala. Vyhrožuje, že pokud to neudělá, tak všechny zabije.
Zbytek SG-1 je informován o Hansonově plánu od Jamala. Teal'c zná tuto goa'uldskou technologii a tvrdí, že musí existovat dvě zařízení na vytvoření UV štítu. Teal'c říká, že druhé zařízení musí ležet na druhé straně údolí. Daniel, Teal'c a Jamala prohledávají les a najdou druhé zařízení zapečetěné v podzemní komoře.
O'Neill, v převleku, se pokusí o záchranu Connora, který je přivázán u kůlu uprostřed údolního lomu. Když rozvazuje Connora, je chycen Bakerem a odveden do Hansonovy jeskyně. Hanson hrozí před Carterovou, že O'Neilla zabije a ona aktivuje zařízení. Sloup oranžového světla vytryskne ke stropu jeskyně, ale nic víc se nestane.
Hanson se rozhodne popravit O'Neilla a Connora tím, že je pošle zpět na Zemi skrze Hvězdnou bránu, aniž by poslal IDC signál k otevření Iris. Hanson se shromažďuje místní lidi před bránou, která je položena na zem tak, aby se červí díra otevřela svisle. Hanson říká lidem, že posílá démony zpět do pekla. K bráně dorazí i Jackson, který lidi přesvědčuje, že Hanson není bůh, že on nevládne kouzlem, a že jenom používá stroje. Aby se Jacksonova slova potvrdila, vystřelí Jamala Teal'covou tyčovou zbraní na Bakera.
Hanson přesvědčuje lidi, že on může udělat oranžovou oblohu a zapne zařízení, ale sloup oranžového světla, nic neudělá. Daniel lidem vysvětluje, že jsou dvě zařízení a on je dokáže používat. Jamala vystřelí tyčovou zbraní do vzduchu. Teal'c uvidí výstřel a aktivuje druhou jednotku. Štít se vytváří na obloze, a lidé z planety pochopili, že Hanson je podvodník, který je chtěl udřít k smrti. Vrhnou se Hansona a hodí jej skrz bránu, aniž by kdokoliv vyslal IDC signál. SG-1 a poručík Connor jsou připraveni opustit P3X-513, Carterová se zamýšlí nad svou neschopností ukončit Hansonovu vládu, když měla šanci. O'Neill ji ujišťuje, že "zabití člověka není žádným znakem cti" a porušením přikázání Nezabiješ by byla k Hansonovi o krok blíž.